# Verneuilinidae
Verneuilinidae es una familia de foraminíferos bentónicos de la superfamilia Verneuilinoidea, del suborden Verneuilinina y del orden Lituolida. Su rango cronoestratigráfico abarca desde el Pennsylvaniense (Carbonífero superior) hasta la Actualidad.

## Discusión
Clasificaciones previas incluían Verneuilinidae en el suborden Textulariina del Orden Textulariida, o en el orden Lituolida sin diferenciar el suborden Verneuilinina.

## Clasificación
Verneuilinidae incluye a las siguientes subfamilias y géneros:
- Subfamilia Verneuilinoidinae
  - Duotaxis †
  - Eggerellina †
  - Flourensina †
  - Gaudryinopsis †
  - Mooreinella †
  - Paleogaudryina †
  - Paragaudryina †
  - Talimuella †
  - Verneuilinoides †
  - Vialovella †
- Subfamilia Spiroplectinatinae
  - Belorussiella †
  - Gaudryinoides †
  - Spiroplectina †
  - Spiroplectinata †
- Subfamilia Verneuilininae
  - Gaudryina
  - Gaudryinella †
  - Latentoverneuilina
  - Paramigros †
  - Pseudogaudryinella †
  - Siphogaudryina †
  - Verneuilina †
- Subfamilia Barbourinellinae
  - Barbourinella
  - Bermudezina †
  - Heterostomella †
- Subfamilia Caroniinae
  - Caronia

Otros géneros asignados a Verneuilinidae y clasificados actualmente en otras familias son:
- Falsogaudryinella † de la subfamilia Verneuilinoidinae, ahora en la familia Reophacellidae
- Pseudoreophax † de la subfamilia Verneuilinoidinae, ahora en la familia Reophacellidae
- Reophacella † de la subfamilia Verneuilinoidinae, ahora en la familia Reophacellidae
- Uvigerinammina † de la subfamilia Verneuilinoidinae, ahora en la familia Reophacellidae

Otros géneros considerados en Verneuilinidae son
- Barbourina de la subfamilia Barbourinellinae, aceptado como Barbourinella
- Bolivinitella de la subfamilia Verneuilininae, considerado subgénero de Siphogaudryina, es decir, Siphogaudryina (Bolivinitella), y aceptado como Loxostomum
- Digitina † de la subfamilia Verneuilinoidinae, aceptado como Mooreinella
- Pseudospiroplectinata † de la subfamilia Verneuilinoidinae, aceptado como Spiroplectina
- Trochogaudryina de la subfamilia Verneuilininae, considerado subgénero de Gaudryina, es decir, Gaudryina (Trochogaudryina), de estatus incierto